# تپه گورستان عبدالله دره سی ۱
تپه قبرستان عبدالله دره سی ۱ در شهرستان بوئین‌زهرا، بخش آوج، روستای مشانه واقع شده و این اثر در تاریخ ۱۷ اسفند ۱۳۸۱ با شمارهٔ ثبت ۷۵۴۶ به‌عنوان یکی از آثار ملی ایران به ثبت رسیده است.